# Julius Hüniken (Reeder)

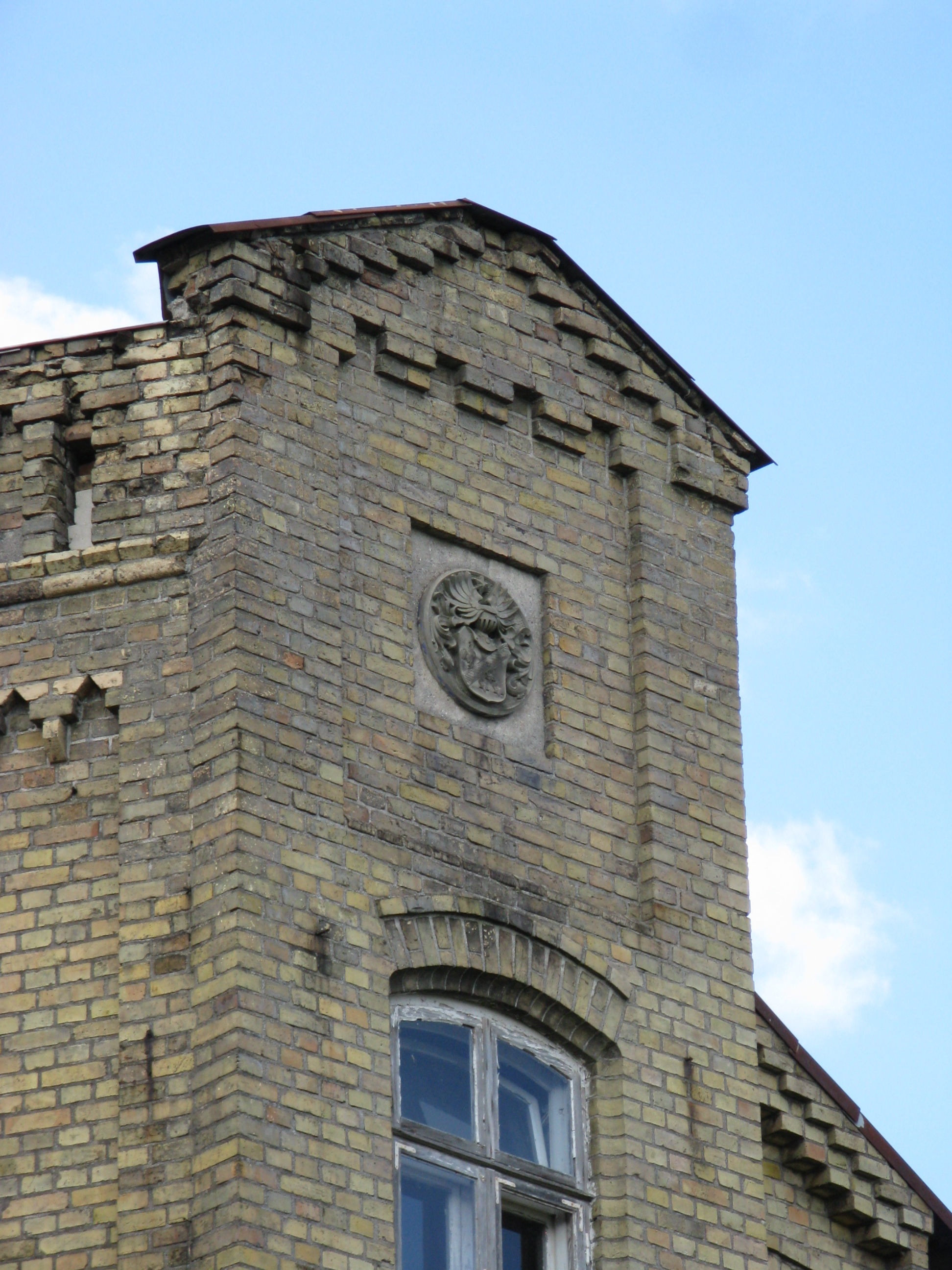
Familienwappen am Gutshaus Weitendorf

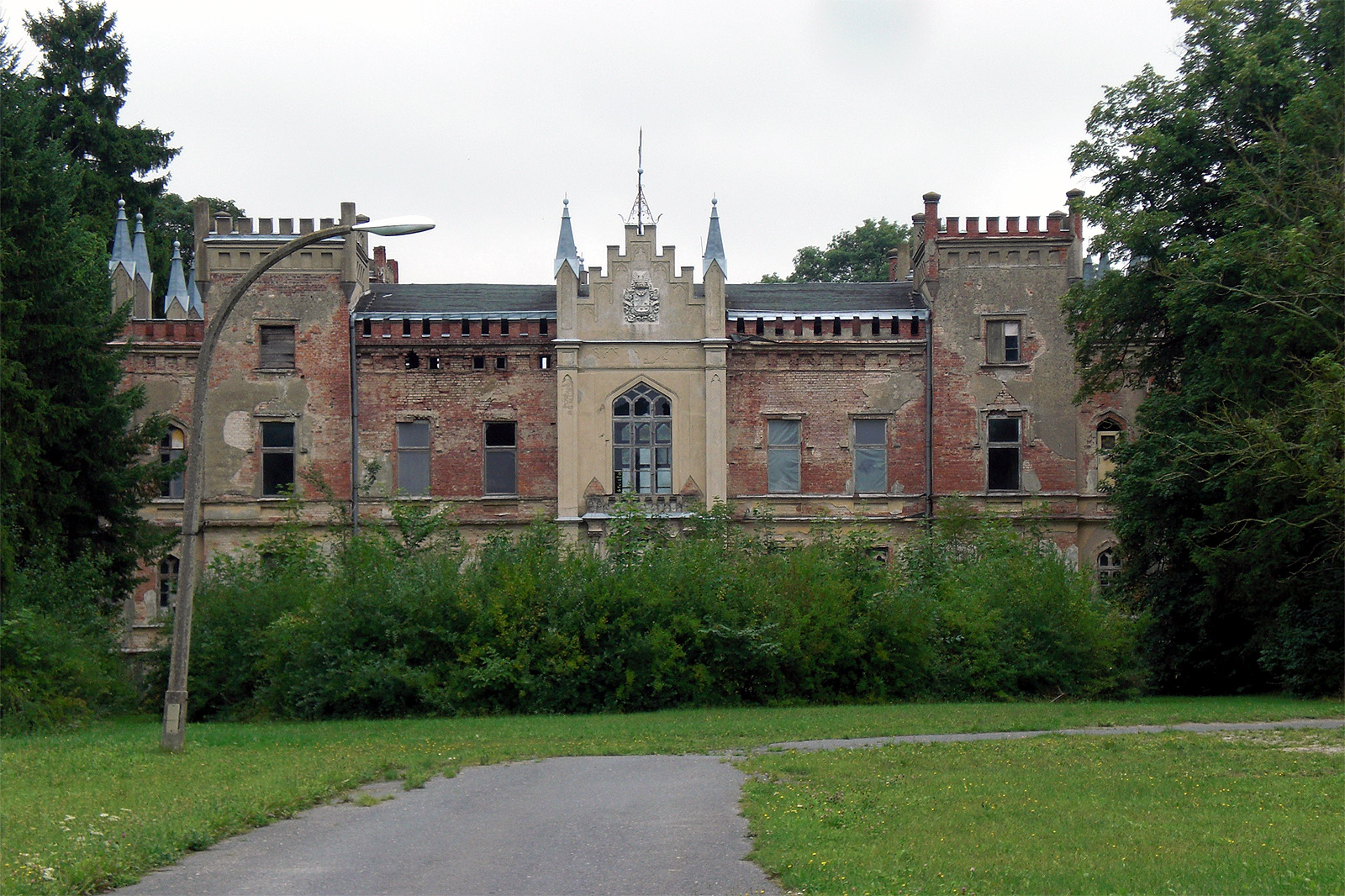
Gutshaus Vogelsang

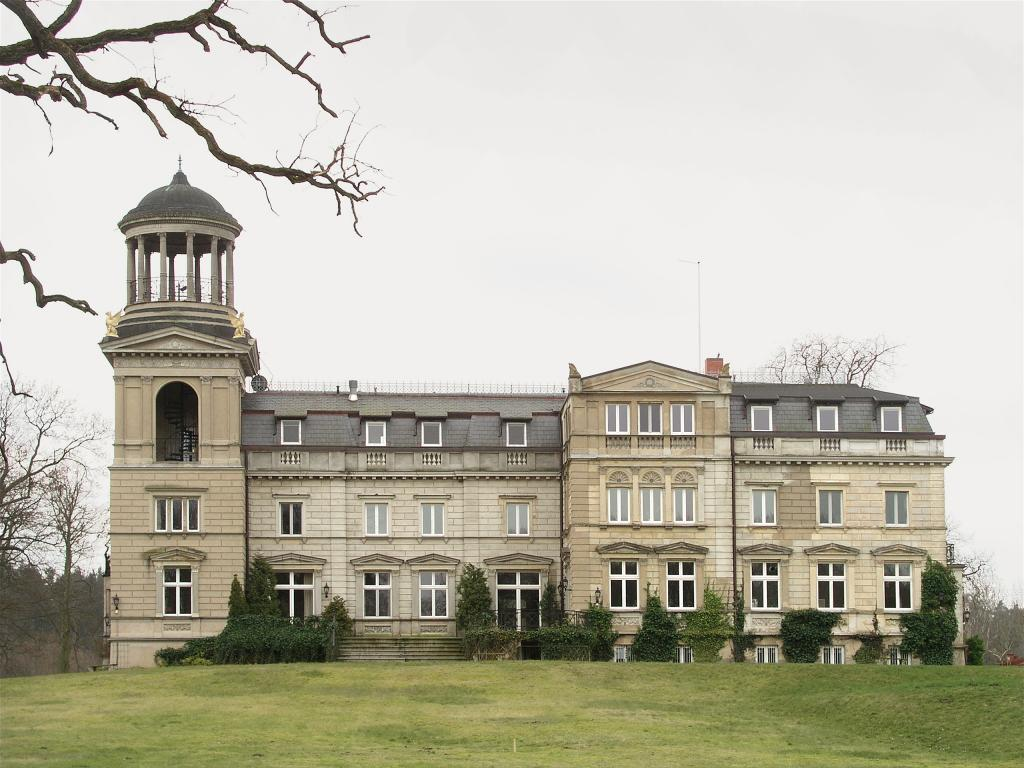
Schloss Kaarz

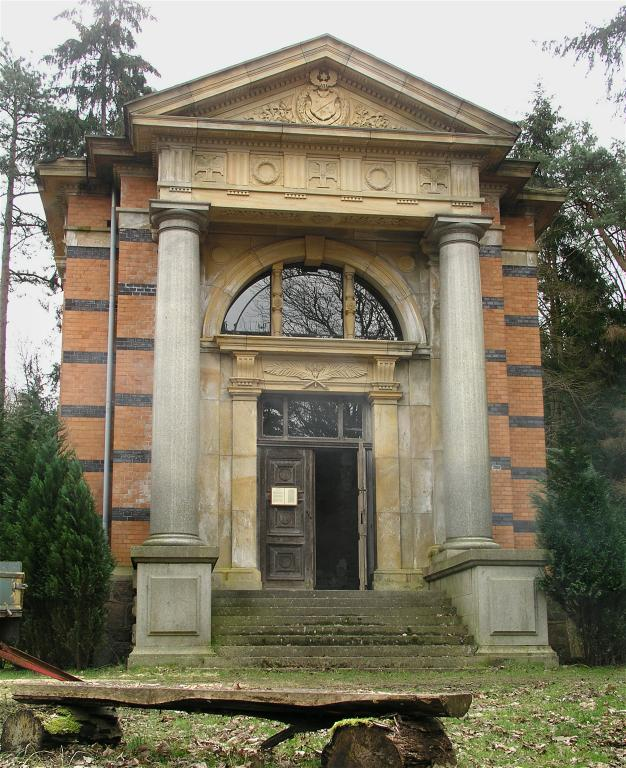
Mausoleum im Gutspark zu Kaarz

Julius Hüniken, auch Hünicken (* 10. Dezember 1824 in Oker am Harz; † 9. Oktober 1891 auf Kaarz, heute Ortsteil von Weitendorf; vollständiger Name: Julius Johann Wilhelm Moritz Hüni(c)ken) war ein deutscher Kaufmann, Reeder und Gutsbesitzer.

## Leben und Wirken
Hüniken ging als Kaufmann, im Auftrag seines Verwandten Georg Friedrich Vorwerk, von Hamburg nach Valparaíso, wo er ab 1847 gemeinsam mit Otto Uhde das Unternehmen Uhde & Hünicken aufbaute, später Hünicken, Bahr & Co., das sehr erfolgreich im Überseehandel tätig war. Nach der Übernahme des Unternehmens durch seine Schwager Adolph und Friedrich Vorwerk im Jahr 1860 kehrte er als wohlhabender Mann nach Hamburg zurück. Von 1864 bis 1869 war er Inhaber der Reederei J.J.W.M. Hünicken, die mit der 1865 gebauten eisernen Dreimastbark Flottbek Südamerikafahrt betrieb.
Hüniken war von 1868 bis 1872 Mitglied der Hamburgischen Bürgerschaft.
1869 entschied sich Hünicken, als Privatier Gutsbesitzer in Mecklenburg zu werden. Am 6. Juni 1872 erwarb er das zu diesem Zeitpunkt 821,3 Hektar umfassende Gut Kaarz für 373.500 Goldmark. Er kaufte noch mehrere Güter und Erbpachtbesitzungen, darunter 1873 Weitendorf (454,3 Hektar), 1875 Kölpin bei Crivitz (789,9 Hektar), heute Ortsteil von Demen, und 1884 Vogelsang (572,9 Hektar), heute Ortsteil von Lalendorf. Die zeitgenössische Literatur weist anerkennend darauf hin, dass er seine Erwerbungen fast sämmtlich durch umfangreiche Boden-Meliorationen und stattliche Bauten zu einem werthvollen Besitzthum umschuf. Seit Mitte der 1870er Jahre Mitglied im Verein Mecklenburgischer Forstwirte, ließ er im Kaarzer Holz umfangreiche Maßnahmen zur Wiederaufforstung durchführen. Dabei ließ er auch exotische Baumsorten anpflanzen, wie die bis heute erhaltenen Mammutbäume im Kölpiner Wald, in der Nähe des Demener Ortsteils Venzkow (Gemarkung Kölpin), die im Volksmund die Namen Adam und Eva erhielten.
Aus seinen mecklenburgischen Besitzungen stiftete Hüniken 1886 ein Familienfideikommiss. Nach seinem Tod entschied stiftungsgemäß das Los über die Verwaltung der einzelnen Güter. Georg (Julius) Hüniken erhielt Vogelsang, Erwin (Julius) Weitendorf und Kölpin und (Wilhelm) Julius Kaarz, wobei die beiden letzteren noch nicht volljährig waren und durch Vormünder vertreten wurden.
Hüniken wurde im für ihn in Kaarz erbauten und heute denkmalgeschützten Mausoleum an der Straße nach Weitendorf beigesetzt.

## Familie
Hüniken heiratete Sarah Vorwerk (1836–1930), eine Tochter von Georg Friedrich Vorwerk, welcher ein Cousin seines Vaters war.